# 喜荫筋骨草
喜荫筋骨草（学名：Ajuga sciaphila）为唇形科筋骨草属下的一个种。

## 扩展阅读
- 維基物種上的相關：喜荫筋骨草